# Трендафил Балинов
Трендафил Балинов е български общественик, секретар на РМС в Батак в периода 1942 – 1944 година.

## Биография
Роден е през 1918 г. в с. Батак. Син е на Ангел Балинов – ветеран от Балканската и Първата световна война. Завършва прогимназията с отличен успех (1933). Приет е за член на РМС през есента на 1939 г.
По-късно Ангел Иванов Ванчев си спомня: „Познавам много добре Дафчо. Другари сме от детството, заедно учехме в един клас, до ІV клас. Учителка ни беше Невена Ямболиева. Като ученик Дафчо беше с голяма дарба и един от първенците в класа.“
Стефан Василев след победата пише: „Трендафил Балинов е роден в голямо семейство с девет деца на дядо Ангел и баба Катерина. Завършва с отличие прогимназията в Батак. Способен и силен ученик...“
Участва в Съпротивителното движение по време на Втората световна война. Ятак от чета „Стефан Божков“ на Родопския партизански отряд „Антон Иванов“. Секретар на РМС до 17 март 1944 г. Близо 3 години участва във въоръжената борба.
Загива на 17 март 1944 г., разстрелян в местността Цигов чарк.